# SV Wilhelmshaven
Sport-Verein Wilhelmshaven e.V. é uma agremiação esportiva alemã, fundada em 1905, sediada em Wilhelmshaven, na Saxônia.

## História

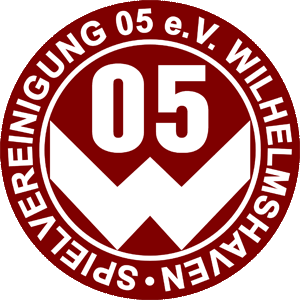
SpVgg Wilhelmshaven

O SpVgg Wilhelmshaven foi formado como FC Comet, em 1905 e foi rapidamente rebatizado FC Deutschland Wilhelmshaven. Em 1912, foi acompanhado pelo Heppenser BSV e, mais tarde, em 1924, fundiu-se com o Wilhelmshaven VfB para se tornar o Wilhelmshavener SV 1906.
Em 1939, o SV 06 fundiu-se com o VfL 1905 Rüstringen para criar o Wilhelmshaven SpVgg. O clube imediatamente ganhou a promoção para a primeira divisão, a Gauliga Niedersachsen, uma das dezesseis criadas de acordo com a reorganização do futebol alemão sob o domínio do Terceiro Reich em 1933. O clube ganhou dois títulos consecutivos na recém-formada Gauliga Weser-Ems, em 1943 e 1944, mas foi incapaz de passar das oitavas de final nos play-offs para a fase nacional.
No rescaldo da Segunda Guerra Mundial o SpVgg foi dissolvido como foram muitas outras organizações na Alemanha, incluindo as esportivas. Em 1952 a agremiação foi recriada. Em 1972, ocorreu a fusão com o TSV Germania para formar uma associação sob a denominação atual SV Wilhelmshaven.
O time passou suas primeiras três temporadas na Regionalliga Nord (II)/ Nord 2. Bundesliga, mas depois caiu para o terceiro nível, a Amateur Oberliga Nord. O SV foi relegado à Niedersachsen Verbandsliga (IV), pela primeira vez, em 1980, e desde então tem alternado entre as terceira e quarta divisões.
Em 1992, o SVW fundiu-se com o TSR Olympia Wilhelmshaven, mas os futebolistas deste preferiram continuar disputando o circuito local. O SVW passou a viver uma crise em 2000, e depois de ter sido recusada a autorização da Associação Alemã de Futebol para uma fusão que preveria o retorno dos atletas do Olympia.
O SV Wilhelmshaven obteve um bom desempenho na Oberliga Nord (IV). Na temporada 2005-2006 a equipe voltou para a Regionalliga Nord (III), pondo fim a uma breve estada de cinco anos na quarta divisão. Contudo, o time terminou em último na temporada seguinte, voltando à Oberliga. Na temporada 2009-2010 da Regionalliga, o SVW terminou em segundo lugar na tabela final da temporada do Norte, conseguindo evitar o rebaixamento que se avizinhava. O décimo-terceiro lugar na temporada 2010-2011 manteve o time na mesma divisão.

## Títulos
- Niedersachsenpokal: 2007, 2010;
- Ascensão à Regionalliga: 2007-2008;